# Морейра, Антония
Анто́ния Море́йра ди Фа́тима (порт. Antónia Moreira de Fátima; 26 апреля 1982, Ангола) — ангольская дзюдоистка, участница Олимпийских игр 2004, 2012 и 2016 годов.
На Церемонии открытия летних Олимпийских игр 2012 была знаменосцем своей команды.

## Карьера
Первой олимпиадой для Морейры стала летняя Олимпиада 2004 года, проходившая в Афинах. В соревнованиях по дзюдо она проиграла на втором круге северокорейской спортсменке Ким Рён Ми.
На Олимпиаде 2012 года, проходившей в Лондоне также на втором круге уступила колумбийке Юри Алвеар.